# Символи префектури Ехіме

## Символи префектури
|         |  |  |        |
| Емблема |  |  | Прапор |

- Емблема префектури

Емблема префектури Ехіме — стилізоване зображення коловороту, який уособлює безмежну благодать Внутрішнього Японського моря та світле майбутнє мешканців префектури. Червоний колір символізує сонце, мандарини й неспинний розвиток Ехіме, зелений — гору Ісідзуті і дари природи, а синій — Внутрішнє Японське море. Цей префектурний символ був затверджений 1989 року префектурною ухвалою. Інколи емблема префектури називається «префектурним гербом».
- Знак-символ префектури

Окремий знак-символ префектури Ехіме відсутній. Зазвичай, емблема використовується як знак-символ префектури.
- Прапор префектури

Положення про прапор префектури Ехіме було затверджене 1952 року. Згідно з ним, співвідношення сторін прапора дорівнює 2 до 3. Колір полотнища зелений. У верхній і нижній частинах прапора розміщено дві горизонтальні жовті смуги шириною 1/5 від висоти полотнища. Ліворуч від центру полотнища зображено квітку мандарину білого кольору. Кольорова гама має свій символізм: зелений уособлює надію, жовтий — щастя, білий — чистоту.
- Дерево префектури

Сосна (Pinus) вважається символом Ехіме. З цими деревами пов'язано багато місцевих переказів і легенд. Типовий прибережний пейзаж префектури — зелені сосни на білосніжному піску. Від 1966 року це дерево затверджено символом Ехіме.
- Квітка префектури

Іншим символом префектури Ехіме є квітка мандарина (Citrus unshiu). Її білизна уособлює чистоту сердець місцевих жителів. Впродовж 20 століття Ехіме була лідером у вирощуванні мандаринів в країні, тому вибір квітки-символу був закономірним. Його затвердили 1952 року за пропозицією Всеяпонського туристичного союзу.
- Птах префектури

Птахом-символом Ехіме є японська зорянка (Erithacus akahige). Вона вважається однією з трьох найспівучіших птахів Японії поряд з короткрилою очеретянкою та синьою мухоловкою. Зорянок можна часто зустріти на найвищій горі префектури — Ісідзуті. Цей вид було обрано птахом-символом в 1970 році.
- Звір префектури

Японська видра була затверджена символом Ехіме в 1964 році. Цей різновид видр був поширений свого часу в усій Японії і з 1965 року набув статусу пам'ятки природи. Однак після 1979 року свідків, які бачили цього звіра, немає, що дає підстави вченим говорити про вимирання цього виду.
- Морський символ префектури

Червоний пагр (Pagrus major) є рибою щастя в Японії. Його інколи називають «королем риб». Ехіме посідає перше місце в Японії у вирощуванні пагрів. Останні цінуються в японській кухні і подаються на стіл на свята або під час урочистостей. Пагра було затверджено морським символом префектури 1993 року.